# Xu Yue
Xu Yue war ein chinesischer Mathematiker des 2. und 3. Jahrhunderts. Er ist traditionell bekannt als Autor des Shushu Jiyi (Bemerkungen über die Tradition arithmetisch-numerologischer Methoden), das aber nach neueren Mathematikhistorikern wahrscheinlich apokryph ist. Es ist Teil der zehn mathematischen Klassiker (Suanjing shi shu).

## Leben
Xu Yue stammte aus Donglai in der heutigen Provinz Shandong.
Der mathematische Inhalt von Shushu Jiyi ist nach Jean-Claude Martzloff schwierig  zu interpretieren und obskur, auch unter Berücksichtigung des Kommentars von Zhen Luan. Es enthält Ausführungen über die Potenzdarstellung großer Zahlen und verschiedene Zahlsysteme, numerologische und schwer zu verstehende theologische (buddhistische und taoistische) Ausführungen. Einige Begriffe spielen auf das I Ging an. Wahrscheinlich stammt es von einem späteren Autor, der den Namen von Xu Yue benutzte, um Respektabilität zu erhalten. Beispielsweise gibt er Darstellungen von Zahlen mit verschiedenen Zehnerpotenzen als Basis ({\displaystyle 10,10^{2},10^{3},10^{4}\cdots }, {\displaystyle 10^{4},10^{8},10^{12}\cdots }, {\displaystyle 10^{4},10^{8},10^{16},10^{32}\cdots })  Nach seinem Kommentator Zhen Luan beschrieb er auch ein magisches Quadrat mit Seitenlänge 3. Er beschrieb ein Rechengerät mit Bällen (Abakus).
Xu Yue war Schüler des Kalenderexperten Liu Hong und war wie dieser am kaiserlichen Observatorium. Von Xu Yue soll ein Kommentar zu den Neun Kapiteln der Rechenkunst (Jiu Zhang Suanshu) stammen, der nicht erhalten ist, aber vor dem Kommentar von Liu Hui entstanden sein soll.